# Selva (Elisa Rego)
«Selva» es una canción de la cantante Elisa Rego y fue el tercer sencillo que se publica para lo de la promoción en radio del su primer álbum en estudio lanzado al mercado en el año de 1988, también es uno de sus temas más conocidos a nivel internacional gracias a la inclusión de esta canción como Tema de cierre en la secuencia de créditos de algunas telenovelas. Es una composición, música y letra, de José Ignacio Martín, quien fue ex tecladista del grupo ES-3 y actualmente milita en las filas de la agrupación de rock Témpano.

## Estructura de la canción
Al igual que las otras canciones que componen este primer álbum de Elisa Rego, este tema está enmarcado dentro de lo que es el concepto de sonido tecno-rock, más orientado hacía la balada que hacía el rock propiamente dicho. La canción es una tecno-balada con un ritmo cadencioso y sugerente. Tiene la típica estructura de las canciones pop: Comienza con 6 segundos de un intro con sonidos de ambiente (agua cayendo, canto de grillos) luego entra el sonido de la batería y al mismo tiempo se le suman a este ruidos de aves y animales diversos. A los 23 segundos de la canción vocalización de la Rego con dos estrofas de versos bien definidas y una estrofa de estribillo. En la segunda parte encontramos solo una estrofa de versos nada más y el mismo estribillo que escuchamos en la primera parte; pero esta vez repetido en Bis. Ubicados ya hacía la coda de la canción, Elisa canta solo parte de la letra de la primera estrofa de versos —las 3 primeras líneas de texto— para luego ir finalizando el tema con el sonido de la batería que se desvanece en un fade-out y en paralelo a esto; pero sin fade-out, los mismos sonidos de ambientación que se escucharon en el intro al comezar la canción.

## El tema
La canción se puede dividir en dos partes y cada una de ellas habla de dos temas diferentes, el primero menos obvio que el segundo. La primera parte de la canción habla directamente sobre Elisa Rego y del aparente desdoblamiento que ella sufre cuando interpreta una canción.
José Ignacio Martín—el autor—mucho antes de sentarse a escribir las canciones para este álbum, tuvo largas y tendidas conversaciones con la propia Elisa con el objeto de saber qué tipo de temas era los que ella quería para álbum. En éstas conversaciones José Ignacio le comenta que ella se desbobla cada vez que está en un escenario interpretando una canción... que es como si cruzara un espejo y al llegar al otro lado ya no fuese ella misma, sino una entidad totalmente diferente. A medida que la canción avanza, la letra—que de por sí está cargada de figuras metafóricas— pareciera llevarnos sin darnos cuenta hacia otro tipo de interpretación, mucho más obvia que la primera, y nos acerca a lo del tema ecológico, sugiriéndonos la idea o el concepto de "Volver hacía lo natural" y a lo del cuidado de la Naturaleza y que nosotros (la Humanidad) como sociedad tecno-dependiente, tendríamos que dejar a un lado todo ese cúmulo de hábitos sociales que en definitiva define lo que es "La cultura del Homo sapiens", haciéndonos ver como seres urbanos, inteligentes, consumidores y consumidos por las mismas tecnologías que hemos creado y de las cuales somos cada vez más dependientes.

## Lista de canciones
Este sencillo fue publicado en el formato de sencillo-PROMO dirigido básicamente para las emisoras de radio; no se llegó a publicar su respectiva edición comercial para la venta al público.
sencillo de vinilo (7 inches): "Selva".
Lado único: "Selva" / 4:23.

## Créditos de la canción
En la grabación de este tema han intervenido las siguientes personas:
- Teclados y percusión: Willie Croes.
- Bajo: Lorenzo Barriendos.
- Batería: Gustavo Calle.
- Voz principal: Elisa Rego.

## Otras versiones
- La propia Elisa Rego retomó de nuevo este mismo tema y le hace una versión más rock-acústica incluida en el álbum "Temperamental" (℗ 2005).